# Людвіг Ганштайн
Людвіг Ганштайн (нім. Ludwig Hanstein; 20 січня 1892, Зудвальде, Німецька імперія — 21 березня 1918, Морші, Франція) — німецький льотчик-ас, лейтенант Прусської армії.

## Біографія
Учасник Першої світової війни. Більшу частину військової служби провів у частинах Баварії. На початку 1916 року став пілотом і з травня літав у складі баварського 9-го льотного дивізіону, з 31 жовтня 1916 року — у складі баварської 16-ї винищувальної ескадрильї, яка була виділена з 9-го льотного дивізіону. 25 вересня 1917 року прийняв командування над 35-ю винищувальною ескадрильєю. З 20 січня по 4 березня 1918 року перебував у відпустці.
Людвіг Ганштайн загинув 21 березня 1918 року о 18:00, одразу після здобуття своєї 16-ї перемоги. Він був збитий лейтенантами Гербертом Селларсом і Чарльзом Робсоном з 11-ї ескадрильї, що літали на винищувачі Bristol 2b (З 4673).

## Нагороди
- Залізний хрест 2-го і 1-го класу
- Орден «За військові заслуги» (Баварія)
  - 4-го класу з мечами (17 жовтня 1917)
  - 4-го класу з короною і мечами (14 лютого 1918)
- Королівський орден дому Гогенцоллернів, лицарський хрест з мечами (20 січня 1918)